# Europe by Satellite
Pour les articles homonymes, voir EBS.
European Broadcasting Service (EBS) est le service d'information télévisée de l'Union européenne. Il a été lancé en 1995 (comme Europe by Satellite, EbS) et fournit aux stations de télévision et de radio des images et sons relatifs à l'UE dans 23 langues. La programmation est composée d'un mélange d'événements en direct, de banques d'images et de programmes finis sur des sujets relatifs à l'UE, produits par diverses institutions de l'UE. Il est disponible au moyen de signaux satellite en clair et sur Internet. Le service est principalement destiné aux professionnels des médias.

## Services
- du contenu interinstitutionnel, en provenance de la Commission européenne, du Parlement européen, du Conseil de l'Union européenne, de la Banque centrale européenne et d'autres institutions de l'UE;
- une couverture en direct d'événements, conférences de presse, briefings, séances plénières du PE, cérémonies;
- des banques d'images, et programmes produits par les services de la CE et des autres institutions européennes;
- un service télétexte transmettant des informations sur le programme du PE;
- l'accessibilité d'EBS en ligne sur Internet, en direct et sur demande (jusqu'à 7 jours), et dans 23 langues - un service unique sur la toile;
- des fichiers TV et radio de qualité professionnelle diffusés en ligne (MP3 audio et MPEG2 qualité diffusion vidéo
- disponibles en téléchargement sur internet, permettant à l'UE d'atteindre des diffuseurs partout dans le monde;
- ce qui est différé sur EBS peut être librement utilisé par les professionnels des médias. Les restrictions sont indiquées ici.

## Sources
1. ↑  « Contact us », sur ec.europa.eu, 2017
2. ↑  (en) ec.europa.eu